# Ірвінгтон (Нью-Джерсі)
Ірвінгтон (англ. Irvington) — селище (англ. village) в США, в окрузі Ессекс штату Нью-Джерсі. Населення — 61 176 осіб (2020).

## Демографія
Згідно з переписом 2010 року, у селищі мешкало 53 926 осіб у 20 093 домогосподарствах у складі 12 837 родин. Було 23196 помешкань
Расовий склад населення:
| - 85,4 % — чорних або афроамериканців - 5,6 % — білих - 0,9 % — азіатів - 0,4 % — корінних американців - 0,1 % — вихідців з тихоокеанських островів - 5,4 % — осіб інших рас |

До двох чи більше рас належало 2,2 %. Частка іспаномовних становила 10,6 % від усіх жителів.
За віковим діапазоном населення розподілялося таким чином: 25,4 % — особи молодші 18 років, 65,6 % — особи у віці 18—64 років, 9,0 % — особи у віці 65 років та старші. Медіана віку мешканця становила 34,0 року. На 100 осіб жіночої статі у селищі припадало 88,3 чоловіків;  на 100 жінок у віці від 18 років та старших — 84,2 чоловіків також старших 18 років.
Середній дохід на одне домашнє господарство  становив 48 486 доларів США (медіана — 36 782), а середній дохід на одну сім'ю — 54 543 долари (медіана — 45 375). Медіана доходів становила 37 244 долари для чоловіків та 37 841 долар для жінок. За межею бідності перебувало 23,7 % осіб, у тому числі 34,8 % дітей у віці до 18 років та 19,1 % осіб у віці 65 років та старших.
Цивільне працевлаштоване населення становило 24 523 особи. Основні галузі зайнятості: освіта, охорона здоров'я та соціальна допомога — 33,4 %, роздрібна торгівля — 12,0 %, транспорт — 10,7 %.